# Bdeogale nigripes
La mangosta patinegra (Bdeogale nigripes)  es una especie de mamífero carnívoro de la familia Herpestidae que habita en África Central. A diferencia de la mayoría de sus parientes, la mangosta de patas negras poseen solo cuatro dedos en cada extremidad en lugar de cinco.

## Distribución y hábitat
La especie habita en la selva africana, desde el sureste de Nigeria hasta el norte de la República Democrática del Congo y el norte de Angola. Habita principalmente la densa selva africana y se le encuentra más a menudo cerca a los ríos.

## Características
El cuerpo de B. nigripes es largo, oscila entre 375-600 mm de largo con extremidades cortas y hocico corto. La cola tiene de 175-375 mm de larga. Los adultos tienen una altura de 150-175 mm hasta los hombros. Pesan entre 900-3000 g.
La capa externa de pelaje es larga y gruesa con una capa suave subyacente. Cada pelo está surcado por bandas de colores que varían desde blanco en la base a marrón obscuro en la punta. Su color predominante es marrón grisáceo con patas negraas. Con la edad ocurren algunas mudas que incrementan el color obscuro.
La especie tiene cuatro dígitos palmeados moderadamente con garras no retráctiles. Tiene glándulas odoríferas en la región anal. La fórmula dental es: I 3/3, C 1/1, P 3-4/3-4, M 2/2 = 36 – 40. La dentadura y cráneo están menos especializados que en los mustélidos.

## Comportamiento
La mangosta patinegra pare una cría por vez y la temporada de apareamiento sucede durante la estación seca de África occidental; los jóvenes nacen entre noviembre y enero. A pesar de que no se conoce con certeza si existe cuidado parental, es razonable pensar que las hembras asumen el cuidado de los jóvenes, de modo similar a los miembros de la familia Herpestidae, en general las cría nacen indefensas (altriciales) y su cuidado se realiza en madrigueras o nidos hasta que son capaces de movilizarse junto a ellas. Los ejemplares en cautiverio han sobrevivido hasta 15 años.
La especie tiene hábitos nocturnos y principalmente terrestres. Se les observa con frecuencia en parejas, pero los adultos generalmente son solitarios. Son principalmente insectívoros alimentándose de termitas, hormigas y escarabajos. También pueden alimentase de serpientes, mamíferos pequeños y carroña. Los animales en cautiverio también se alimentan de anfibios.